# 1937年全米選手権 (テニス)
1937年 全米選手権（1937ねんぜんべいせんしゅけん）に関する記事。

## 概要
- 山岸二郎と中野文照が4回戦に進出。これは71年後の2008年に錦織圭が進出するまで全米男子シングルス最後の4回戦進出記録だった。

- 1881年から1967年まで、全米選手権は各部門が個別の名称を持ち、大会会場も別々のテニスクラブで開かれた。これが他の3つのテニス4大大会と大きく異なる点である。
  - 男子シングルス　名称：全米シングルス選手権（U.S. National Singles Championship）／会場：ニューヨーク市クイーンズ区フォレストヒルズ、ウエストサイド・テニスクラブ　（1924年-1977年）
  - 女子シングルス　名称：全米女子シングルス選手権（U.S. Women's National Singles Championship）／会場：フォレストヒルズ、ウエストサイド・テニスクラブ　（1921年-1977年）
  - 男子ダブルス　名称：全米ダブルス選手権（U.S. National Doubles Championship）／会場：マサチューセッツ州ボストン市、ロングウッド・クリケット・クラブ　（1935年-1941年まで）
  - 女子ダブルス　名称：全米女子ダブルス選手権（U.S. Women's National Doubles Championship）／会場：ボストン、ロングウッド・クリケット・クラブ　（1935年-1941年まで）
  - 混合ダブルス　名称：全米混合ダブルス選手権（U.S. Mixed Doubles Championship）／会場：ボストン、ロングウッド・クリケット・クラブ　（1935年-1941年まで）

## シード選手

### 男子シングルス
（アメリカ人シード選手：8名）
1. ドン・バッジ　（初優勝）
2. ボビー・リッグス　（ベスト4）
3. フランク・パーカー　（ベスト4）
4. ブライアン・グラント　（ベスト8）
5. ジョー・ハント　（ベスト8）
6. ハロルド・サーフェス　（4回戦）
7. ジョン・マクダーミド　（3回戦、途中棄権）
8. ジョン・バン・リン　（ベスト8）

（外国人シード選手：8名）
1. ゴットフリート・フォン・クラム　（準優勝）
2. ヘンナー・ヘンケル　（2回戦）
3. 山岸二郎　（4回戦）
4. チャールズ・ヘア　（ベスト8）
5. イボン・ペトラ　（4回戦）
6. 中野文照　（4回戦）
7. 西村秀雄　（2回戦）
8. ジャック・ブルニョン　（2回戦＝初戦）

### 女子シングルス
（アメリカ人シード選手：8名）
1. アリス・マーブル　（ベスト8）
2. ヘレン・ジェイコブス　（ベスト4）
3. サラ・ファビアン　（1回戦）
4. マージョリー・グラッドマン・バン・リン　（ベスト8）
5. グラシン・ホイーラー　（3回戦）
6. ドロシー・バンディ　（ベスト4）
7. カロリン・バブコック　（3回戦）
8. ヘレン・ペダーセン　（1回戦）

（外国人シード選手：8名）
1. ヤドヴィガ・イェンジェヨフスカ　（準優勝）
2. アニタ・リザナ　（初優勝）
3. ケイ・スタマーズ　（ベスト8）
4. マリー・ホーン　（3回戦）
5. メアリー・ハードウィック　（ベスト8）
6. シルビ・アンロタン　（1回戦）
7. フレダ・ジェームズ　（3回戦）
8. マーゴット・ラム　（3回戦）

## 大会経過

### 男子シングルス
準々決勝
- ドン・バッジ vs.  ジョー・ハント　6-1, 6-2, 6-4
- フランク・パーカー vs.  ジョン・バン・リン　6-2, 12-10, 6-2
- ボビー・リッグス vs.  チャールズ・ヘア　4-6, 1-6, 6-3, 6-0, 7-5
- ゴットフリート・フォン・クラム vs.  ブライアン・グラント　9-7, 2-6, 2-6, 6-3, 6-3

準決勝
- ドン・バッジ vs.  フランク・パーカー　6-2, 6-1, 6-3
- ゴットフリート・フォン・クラム vs.  ボビー・リッグス　0-6, 8-6, 6-8, 6-3, 6-2

### 女子シングルス
準々決勝
- ヘレン・ジェイコブス vs.  ケイ・スタマーズ　7-5, 6-3
- ヤドヴィガ・イェンジェヨフスカ vs.  メアリー・ハードウィック　6-4, 6-2
- ドロシー・バンディ vs.  アリス・マーブル　1-6, 7-5, 6-1
- アニタ・リザナ vs.  マージョリー・グラッドマン・バン・リン　6-1, 6-1

準決勝
- ヤドヴィガ・イェンジェヨフスカ vs.  ヘレン・ジェイコブス　6-4, 6-4
- アニタ・リザナ vs.  ドロシー・バンディ　6-2, 6-3

## 決勝戦の結果
- 男子シングルス： ドン・バッジ vs.  ゴットフリート・フォン・クラム　6-1, 7-9, 6-1, 3-6, 6-1
- 女子シングルス： アニタ・リザナ vs.  ヤドヴィガ・イェンジェヨフスカ　6-4, 6-2
- 男子ダブルス： ゴットフリート・フォン・クラム＆ ヘンナー・ヘンケル vs.  ドン・バッジ＆ ジーン・マコ　6-4, 7-5, 6-4
- 女子ダブルス： アリス・マーブル＆ サラ・ファビアン vs.  マージョリー・グラッドマン・バン・リン＆ カロリン・バブコック　7-5, 6-4
- 混合ダブルス： ドン・バッジ＆ サラ・ファビアン vs.  イボン・ペトラ＆ シルビ・アンロタン　6-2, 8-10, 6-0